# شهرستان لافایت (میسیسیپی)
|  |  |  |
|  |  |  |

شهرستان لافایت در شمال ایالت می‌سی‌سی‌پی، واقع در ایالات متحده آمریکا می‌باشد. جمعیت این شهرستان ۴۷٬۳۵۱ نفر (سال ۲۰۱۰) و وسعت آن ۱٬۷۵۹ کیلومتر مربع است. مرکز این شهرستان شهر لوییزویل می‌باشد.